# フィントロール
フィントロール (Finntroll)は、フィンランド・ヘルシンキ出身のフォーク・メタルバンド。フォークメタルとブラックメタルの要素を組み合わせた音楽性である。フィントロールの歌詞は、「Madon Laulu」（『Visor om slutet』収録）を除いて、全てスウェーデン語で書かれている。これは、最初のボーカリストであるヤン・ヤンセンがスウェーデン系フィンランド人であり、フィンランドの中では少数であるスウェーデン語話者であることに加えて、フィンランド語よりもスウェーデン語の方が、バンドの標榜する"trollish"により合っていると考えられたためである。ヤンセン脱退後、ボーカリストは変遷したものの、現在までスウェーデン語による作詞が続けられている。
バンドメンバーである、マティアス・リルモーンスとサムリ・ポンシマーによれば、バンド名はフィンランドの伝説に由来するという。その伝説では、フィンランドに来たスウェーデンの聖職者達は、その土地の人々と戦いになり、一団は壊滅する。その残党たちは、"Finn-Troll"という話を作り上げ、広めた。
フィントロールの歌詞は、主に架空のトロールの王"Rivfader"を中心とした伝説や御伽噺を扱っている。このトロール達は、彼らの土地に入り込みキリスト教の布教を行うキリスト教徒たちと闘っている。この回想的テーマは、"Aamund"と"Kettil"と名付けられた2人の聖職者の物語である。最初の3枚のアルバムの楽曲は、やや短めであるが、この2人が徐々にトロール達との争いに巻き込まれ、憤怒するRivfaderの手下たちに次々に打ち負かされ、ボロボロになっていく様を激しい楽曲で表現している。
2013年現在、6枚のフルアルバムと3枚のEPをリリースしている。

## 略歴
1997年にテーム・ライモランタ (G)と、ヤン・ヤンセン (Vo/Key)を中心に結成。当初は、ラインナップが固まらなかったが、1998年までにサムリ・ポンシマー (G)、サム・ルオツァライネン (Ds)、ヘンリ・ソルヴァリ (Key)、サミ・ウーシタロ (B)が加入し、ラインナップが固まる。同年中に、デモ『Rivfader』をリリース。これがきっかけで、フィンランドのスパイクファーム・レコードと契約。1999年に1stアルバム『Midnattens Widunder』をリリースし、デビューを果たす。2001年には、2ndアルバム『Jaktens Tid』をリリース。同アルバムは、日本ではキングレコードからリリースされた。しかし、このアルバムリリース後のツアーのいくつかが中止になった。更に、フロントマンのヤンセンの声帯に腫瘍が出来、更に手術不可能であったことから、バンド活動を諦め、脱退することが決定。2003年リリースのEP『Visor Om Slutet』に参加した後、脱退した。
『Visor Om Slutet』のレコーディングは、2003年1月にヘルシンキで行われた。これは、"音響実験"であり、ヤンセンに加えて、新ボーカリストとなるタピオ・ウィルスカ (Vo)が参加し、2人で1曲を歌う形式となっている。このEPは、フィンランドのEPチャートで数週間ランク入りを果たしている。
『Visor Om Slutet』のリリースから少しして、ギタリストのライモランタが、ヘルシンキ市内のハカニエミにある橋から転落死した。この悲劇的な事故により、フィントロールは残る最後のオリジナルメンバーを失った。この危機に対してバンドは解散することなく、カタトニアのサポートとして、約2週間のヨーロッパツアーにも臨んでいる。この際、ライモランタに代わるギタリストとして、ミカエル・カールボン (G)が加入している。
2004年に、EP『Trollhammaren』と3rdアルバム『Nattfödd』をリリース。更に2004年からは、ソルヴァリがツアーに参加しなくなり、バンドはサポートメンバーを起用してツアーを行った。
2006年1月29日、バンドはボーカリストのウィルスカを解雇する。バンドによれば、ウィルスカの希望により、解雇の理由は明かされていない。
その後、新ボーカリストとしてChtonianやTwilight Moonで活動するマティアス・リルモーンス (Vo)が加入した。
2007年3月に4thアルバム『Ur Jordens Djup』をリリース。同アルバムでは、メロディックなギターリフに加えて、壮大なキーボードのリフに重点が置かれている。同アルバムでは、元ボーカリストのヤン・ヤンセンが作詞を担当し、以後も作詞を担当することとなる。同アルバムには、「Trollvisan」と題された隠しトラックが収録されている。この楽曲は一般的に"Aamund och Kettil-Song"の一部であると考えられている。歌詞が無いにも関わらず、この曲は、一般的に"de kristna"をより反映している。5月にはストラトヴァリウスのオープニング・アクトとして初来日を果たす。
更に、初のライヴDVDをリリースが決まる。しかし、そのリリース日は、未だに決定していない。5thアルバム『Nifelvind』を作成。2010年1月15日には、「Solsagan」のミュージック・ビデオも公開され、2月に『Nifelvind』をリリースした。
2013年に6thアルバム『Blodsvept』をリリース。2014年に、元ノーサーのヘイッキ・サーリ (Ds)が加入した。
2016年1月に2度目の来日を果たした。

## メンバー

### 現メンバー
- マティアス・"ヴレス"・リルモーンス (Mathias "Vreth" Lillmåns) - ボーカル

Chthonian、Twilight Moonでも活動。
- サムリ・"スクリメル"・ポンシマー (Samuli "Skrymer" Ponsimaa) - ギター
- ミカエル・"ロウタ"・カールボン (Mikael "Routa" Karlbom) - ギター
- サミ・"ツンドラ"・ウーシタロ (Sami "Tundra" Uusitalo) - ベース

Shape of Despairでも活動。
- ヘンリ・"トロルホーン"・ソルヴァリ (Henri "Trollhorn" Sorvali) -  キーボード、ギター

2004年以降、スタジオのみの参加。
ムーンソロウ、ザ・ウィックドなどでも活動。
- アレクシ・ヴィルタ (Aleksi Virta) - キーボード

2005年から、ライヴ・ミュージシャンとして参加するようになり、2009年からは正式に加入した。
インペラノンでも活動。
- ヘイッキ・"モルコ"・サーリ (Heikki "MörkÖ" Saari) - ドラムス

ノーサー、ネイルダウン、ヴァーチュオシティでも活動。

### 旧メンバー
- ヤン・"カトラ"・ヤンセン (Jan "Katla" Jämsen) - ボーカル
- タピオ・ウィルスカ (Tapio Wilska) - ボーカル

ナイトウィッシュのライヴにボーカルとして参加していた時期がある。
- テーム・"ソンニウム"・ライモランタ (Teemu "Somnium" Raimoranta) - ギター

2003年、転落事故により逝去。
インペイルド・ナザリーン、Thy Serpentでも活動。
- トミ・"グロント・ヘルヴェテス・クンゲン"・ウルグレン (Tomi "Grönt Helvetes Kungen" Ullgren) - ギター

インペイルド・ナザリーン、Thy Serpent、Shape of Despairでも活動。
- ミカエル・"エンシェント・ロード"・ハルユ (Mikael "Ancient Lord" Harju) - ベース
- ラウノ・"ナットヴィンド"・ライモランタ (Rauno "Nattvind" Raimoranta) - ドラムス、キーボード
- サム・"ビースト・ドミネーター"・ルオツァライネン (Samu "Beast Dominator" Ruotsalainen) - ドラムス

コルピクラーニにも短期間在籍。Shape of Despairでも活動。

## ディスコグラフィー

### スタジオ・アルバム
| Year | Album                                                     | Peak positions | Peak positions | Peak positions | Peak positions | Peak positions | Peak positions | Certification |
| Year | Album                                                     | FIN            | AUT            | BEL (Wa)       | FRA            | SWE            | SWI            | Certification |
| ---- | --------------------------------------------------------- | -------------- | -------------- | -------------- | -------------- | -------------- | -------------- | ------------- |
| 1999 | Midnattens widunder                                       | —              | —              | —              | —              | —              | —              |               |
| 2001 | ジャックテンズ・ティッド (Jaktens tid)                    | 20             | —              | —              | —              | —              | —              |               |
| 2004 | Nattfödd                                                  | 22             | —              | —              | —              | —              | —              |               |
| 2007 | Ur jordens djup                                           | 23             | —              | —              | —              | —              | —              |               |
| 2010 | Nifelvind                                                 | 35             | 61             | —              | 151            | 49             | 44             |               |
| 2010 | Nifelvind - Limited Box (Special release only in Finland) | 8              | —              | —              | —              | —              | —              |               |
| 2013 | Blodsvept                                                 | 10             | —              | 137            | 176            | 40             | 79             |               |

### EPs
- 2003: Visor om slutet
- 2004: Trollhammaren
- 2013: Blodsvept

### Demos
- 1998: Rivfader

### Singles
| Year | Single          | Peak positions | Certification | Album    |
| Year | Single          | FIN            | Certification | Album    |
| ---- | --------------- | -------------- | ------------- | -------- |
| 2004 | "Trollhammaren" | 10             |               | Nattfödd |

### Videos
- 2004: "Trollhammaren"
- 2007: "Nedgång"
- 2010: "Solsagan"
- 2010: "Under Bergets Rot"
- 2011: "Ett Norrskensdad"
- 2013: "Häxbrygd"